# Andrew J. West
Andrew J. West (Merrillville, 22 november 1983) is een Amerikaans acteur, gekend uit films en televisieseries.
Hij heeft gespeeld in films als Bipolar en Walter. Daarnaast speelt hij ook de antagonist Gareth in het vijfde seizoen van The Walking Dead. Ook is hij een hoofdpersonage in het zevende seizoen van Once Upon A Time.

## Persoonlijk leven
West trouwde op 5 december 2014 met de Amerikaanse actrice en model Amber Stevens West, nadat ze elkaar ontmoetten tijdens het opnemen van de serie Greek.